# Westbahn GmbH
De WESTbahn Management GmbH is een in 2008 opgerichte dochteronderneming van RAIL Holding AG, die sinds 11 december 2011 een open accessspoorwegdienst uitvoert tussen Wenen en Salzburg over de gelijknamige Westbahn.

## Beschrijving
Het bedrijf gaat sinds 11 december 2011 de concurrentie met de ÖBB InterCity-treinen aan tussen Wenen en Salzburg. Het materieel is rolstoelvriendelijk en bestaat uit zeven zesdelige dubbeldekkertreinen van Stadler Rail als serie MeA 4010 met een lengte van 150 meter, met een maximumsnelheid van 200 km/u, een acceleratieaanzet van 0,85 m/s² en een capaciteit van 501 zitplaatsen. De treinen zijn van het type KISS van Stadler Rail en zijn gebaseerd op de SBB-treinstellen van de serie RABe 511 die gebruikt worden bij de S-Bahn Zurich.
Drie treinstellen werden medio augustus 2011 geleverd. De reizigers hebben de beschikking over lederen stoelen en gratis draadloos internet. Elke coupé heeft een eigen klantbegeleider; van de 200 werknemers van het bedrijf werkt ongeveer 85% in de treinen.
Terwijl een prijzenoorlog met de ÖBB niet de bedoeling is, zijn de prijzen sterk lager van die van de ÖBB: kaarten zijn gemiddeld 50% goedkoper dan het standaardtarief tweede klas van de ÖBB. De tickets zijn beschikbaar zijn via zowel het internet alsmede kosteloos in de trein bij het personeel. De 312 kilometer lange lijn van Wenen Westbahnhof naar Salzburg Hauptbahnhof wordt per richting 13 keer per dag bereden in 2 uur 57 minuten, met tussenstops in Wenen Hütteldorf, St. Polten, Amstetten, Linz, Wels en Attnang-Puchheim.
Op 30 juni 2009 werd met ÖBB Infrastruktur Betrieb AG een kaderovereenkomst gesloten over de verdeling van capaciteit voor de jaren 2011-2016. Daardoor werd verzekerd dat Westbahn GmbH als dienstregeling elk uur een trein tussen Wenen en Salzburg kan laten rijden. Net als ÖBB Personenverkehrs AG moet de onderneming ÖBB Infrastruktur Betrieb AG drie euro per gereden kilometer betalen voor het onderhoud.
Nadat de ÖBB eind 2010 de rechtstreekse verbinding tussen Graz en Linz schrapte, werd begin februari 2011 bekend dat Westbahn GmbH overwoog een directe trein op deze route aan te gaan bieden. Nadat de ÖBB kort daarna aankondigde opnieuw directe treinen willen te rijden, werden de plannen van de Westbahn GmbH afgewezen.
Na speculatie over een mogelijke samenwerking tussen Westbahn GmbH en de SNCF bevestigde Westbahn in juli 2011 dat de SNCF en Westbahn samen als een joint venture verder willen gaan. Op 23 augustus 2011 werd bekend dat de SNCF 26% van de aandelen van het bedrijf bezat.
Vanaf de oprichting in 2008 tot juni 2012 was de managing director het voormalige hoofd van ÖBB-passagiersvervoer Stefan Wehinger. Zijn aandelen in het bedrijf (25,93%) zijn verdeeld over de andere aandeelhouders, die nu 35% (Hans-Peter Haselsteiner en SNCF) en 30% (Augusta Holding) van de aandelen bezitten.
Per 1 april 2015 verlaagde de SNCF het aandeel van 28% naar 17,4%. Hans-Peter Haselsteiner verhoogde het aandeel naar 49,9% en Augusta Holding het aandeel naar 32,7%. Verder werd bekend dat Westbahn tien treinstellen heeft gekocht voor inzet na december 2017 op het traject Wenen - Salzburg.

## Reizigersaantallen
Begin februari 2012 gaf Westbahn aan 6.000 reizigers per dag te vervoeren. Dat is de helft van het aantal stoelkilometers dat de Westbahn per dag vervoert. In juli 2012 was dit aandeel gegroeid, gemiddeld was toen meer dan 70% van de stoelkilometers bezet.